# Antonio Trueba y Aguinagalde
Antonio Trueba y Aguinagalde (Zumaya, 1855-Bilbao, 7 de agosto de 1944) fue un compositor y organista español.

## Biografía
Natural de la localidad guipuzcoana de Zumaya, fue matriculado en octubre de 1876 como alumno de la clase de piano de la Escuela Nacional de Música, en la que tuvo como profesor a Manuel Mendizábal de Sagastume. En los concursos públicos de esa enseñanza que se efectuaron en aquella escuela en junio de 1880, obtuvo el primer premio. Compuso, entre otras obras, Misa pastorela, La redención de un padre ó Un rasgo de amor filial, Salve Regina, Tiernas quejas, Una vara de castigo, ¡Una mirada! y Bienaventurados los que creen. Falleció en Bilbao en 1944.